# Sedum pseudosubtile
Sedum pseudosubtile är en fetbladsväxtart som beskrevs av Kanesuke Hara. Sedum pseudosubtile ingår i Fetknoppssläktet som ingår i familjen fetbladsväxter. Inga underarter finns listade i Catalogue of Life.